# Isoka
Isoka è un centro abitato dello Zambia, situato nella Provincia di Muchinga e in particolare nel Distretto di Isoka.